# Дети Сараево
«Дети Сараево» (англ. Children of Sarajevo; босн. Djeca) — боснийский драматический фильм режиссёра Аиды Бегич. Премьера состоялась на Каннском кинофестивале в 2012 году.

## Сюжет
Брат и сестра Рахима и Недим потеряли родителей во время Боснийской войны. 10 лет спустя они живут в Сараеве, 23-летняя Рахима обращается в ислам и работает официанткой, а её 14-летний сын Недим становится мелким преступником. Вскоре их жизнь резко осложняется, когда Недим ввязывается в драку с сыном местного криминального авторитета.

## В ролях
- Мария Пикич — Рахима
- Исмир Гагула — Недим
- Боян Навоец — Давор
- Sanela Pepeljak — Ведрана
- Ведран Джекич — Цыза
- Марио Кнезович — Дино
- Ясна Бери — Салиха
- Никола Джурицко — Тарик
- Штаса Дукич — Сельма
- Александр Сексан — Ризо
- Велибор Топич — Миршад Мелич

## Награды и номинации
Фильм был выдвинут на Каннском кинофестивале в 2012 году в рамках программы «Особый взгляд» (фр. Un Certain Regard), где получил приз «Специальное упоминание жюри». Также Дети Сараево выдвигались на премию «Оскар» в категории «Лучший фильм на иностранном языке» от Боснии и Герцеговины однако не вошёл в финальный список претендентов.